# Мар'ївка (Луганський район)
Мар'ївка (Карла Лібкнехта, Марієнфельд, Марʼївка) — село в Україні, у Лутугинській міській громаді Луганського району Луганської області. З 2014 року є окупованим.
Населення становить 118 осіб.

## Історія
До 1917 року — Катеринославська губернія, Слов'яносербський повіт; у радянський період — Новосвітлівський та Ворошиловградський райони. Німецьке село розташовано в 30 км на південний схід від Луганська. Німецька громада у користуванні мала 1206 десятин землі. Жителів: 228 — з них 218 німців станом 1926 рік. 
7 (20) листопада 1917 року, відповідно до Третього Універсалу Української Центральної Ради, увійшло до складу Української Народної Республіки.  
У 1945 році сюди переселили лемків.
12 червня 2020 року, відповідно до Розпорядження Кабінету Міністрів України № 717-р «Про визначення адміністративних центрів та затвердження територій територіальних громад Луганської області», увійшло до складу Лутугинської міської територіальної громади.
19 липня 2020 року, в результаті адміністративно-територіальної реформи та ліквідації  Лутугинського району, увійшло до складу новоутвореного Луганського району.